# Grandview (Missouri)
Pour les articles homonymes, voir Grandview.
Grandview est une ville américaine située dans le comté de Jackson, dans le Missouri.
Selon le recensement de 2010, Grandview compte 24 475 habitants. La municipalité s'étend sur 14,78 milles carrés (38,28 km2), dont 14,73 milles carrés (38,15 km2) de terres. Elle fait partie de la région métropolitaine de Kansas City.